# 21e étape du Tour de France 1935
Pour un article plus général, voir Tour de France 1935.
La 21e étape du Tour de France 1935 s'est déroulée le 28 juillet.
Les coureurs relient Caen (Calvados) à Paris, au terme d'un parcours de 221 kilomètres.
Le Belge Romain Maes gagne l'étape et remporte la 29e édition du Tour de France. L'Italien Ambrogio Morelli et le Belge Félicien Vervaecke complètent le podium.

## Parcours
Les coureurs s'élancent depuis Caen, préfecture du département du Calvados, après avoir apposé leur signature sur la feuille de course à l'hôtel Malherbe puis empruntent rejoignent Lisieux, Evreux et Pacy-sur-Eure. À Chauffour, la course rejoint le département de Seine-et-Oise, et traversent les communes de Mantes, Meulan, Poissy, Saint-Germain-en-Laye, Versailles, Ville-d'Avray et Saint-Cloud.
À Boulogne, les coureurs passent dans le département de la Seine puis rejoignent Paris et le vélodrome du Parc des Princes dans le 16e arrondissement où l'arrivée de l'épreuve est jugée.
| Communes ou localité     | Département   | km    | Remarque                                 |
| ------------------------ | ------------- | ----- | ---------------------------------------- |
| Caen                     | Calvados      | 0     | Départ cours Sadi-Carnot, 9h00           |
| Cagny                    | Calvados      | 9     |                                          |
| Vimont-Bellengreville    | Calvados      |       |                                          |
| Moult                    | Calvados      |       |                                          |
| Croissanville            | Calvados      |       |                                          |
| Le Lion-d'Or             | Calvados      |       |                                          |
| Carrefour Saint-Jean     | Calvados      |       |                                          |
| Crèvecœur-en-Auge        | Calvados      |       |                                          |
| Notre-Dame-de-Livaye     | Calvados      |       |                                          |
| La Houblonnière          | Calvados      |       |                                          |
| La Boissière             | Calvados      |       |                                          |
| Saint-Désir              | Calvados      |       |                                          |
| Lisieux                  | Calvados      |       | contrôle                                 |
| Saint-Jacques            | Calvados      |       |                                          |
| Carrefour de Marolles    | Calvados      |       |                                          |
| L'Hostellerie            | Calvados      |       |                                          |
| Thiberville              | Eure          |       |                                          |
| La Chaussée              | Eure          |       |                                          |
| Duranville               | Eure          |       |                                          |
| Carrefour de la Bretagne | Eure          |       |                                          |
| Le Marché-Neuf           | Eure          |       |                                          |
| Boisney                  | Eure          |       |                                          |
| Malbrouck                | Eure          |       |                                          |
| Fontaine-la-Soret        | Eure          |       |                                          |
| La Rivière-Thibouville   | Eure          |       |                                          |
| Feuguerolles             | Eure          |       |                                          |
| Écardenville             | Eure          |       |                                          |
| Neuville                 | Eure          |       |                                          |
| Les Quatre-Routes        | Eure          |       |                                          |
| La Commanderie           | Eure          |       |                                          |
| Beaulieu (Claville)      | Eure          |       |                                          |
| Parville                 | Eure          |       |                                          |
| Cambolle                 | Eure          |       |                                          |
| Évreux                   | Eure          |       | contrôle                                 |
| Le Breuil                | Eure          |       |                                          |
| Caillouet                | Eure          |       |                                          |
| Saint-Aquilin-de-Pacy    | Eure          |       |                                          |
| Boudeville               | Eure          |       |                                          |
| Pacy-sur-Eure            | Eure          |       |                                          |
| Chauffour                | Seine-et-Oise |       |                                          |
| La Villeneuve-en-Chevrie | Seine-et-Oise |       |                                          |
| Jeufosse                 | Seine-et-Oise |       |                                          |
| Bonnières                | Seine-et-Oise |       |                                          |
| Rolleboise               | Seine-et-Oise |       |                                          |
| Rosny-sur-Seine          | Seine-et-Oise |       |                                          |
| Mantes                   | Seine-et-Oise | 168   | contrôle                                 |
| Limay                    | Seine-et-Oise |       |                                          |
| Issou                    | Seine-et-Oise |       |                                          |
| Gargenville              | Seine-et-Oise |       |                                          |
| Juziers                  | Seine-et-Oise |       |                                          |
| Mézy                     | Seine-et-Oise |       |                                          |
| Hardricourt              | Seine-et-Oise |       |                                          |
| Meulan                   | Seine-et-Oise |       |                                          |
| Vaux-sur-Seine           | Seine-et-Oise |       |                                          |
| Triel                    | Seine-et-Oise |       |                                          |
| Carrières-sous-Poissy    | Seine-et-Oise |       |                                          |
| Poissy                   | Seine-et-Oise |       |                                          |
| Saint-Germain-en-Laye    | Seine-et-Oise |       |                                          |
| Port-Marly               | Seine-et-Oise |       |                                          |
| Rocquencourt             | Seine-et-Oise |       |                                          |
| Le Chesnay               | Seine-et-Oise |       |                                          |
| Versailles               | Seine-et-Oise |       |                                          |
| Ville-d'Avray            | Seine-et-Oise |       |                                          |
| Saint-Cloud              | Seine-et-Oise | 217,5 |                                          |
| Pont de Saint-Cloud      | Seine         |       |                                          |
| Boulogne                 | Seine         | 220   |                                          |
| Paris                    | Seine         | 221   | Arrivée au vélodrome du Parc des Princes |

## Classements

### Classement de l'étape
| \| Classement de l'étape \| Classement de l'étape \| Classement de l'étape \| Classement de l'étape \| Classement de l'étape \| \| Coureur \| Coureur \| Pays \| Équipe \| Temps \| \| --------------------- \| --------------------- \| --------------------- \| ------------------------- \| --------------------- \| \| 1er \| Romain Maes \| Belgique \| Alcyon-Dunlop \| \| \| 2e \| Félicien Vervaecke \| Belgique \| Alcyon-Dunlop \| \| \| 3e \| Ambrogio Morelli \| Italie \| \| \| \| 4e \| Paul Chocque \| France \| \| \| \| 5e \| René Le Grevès \| France \| \| \| \| 6e \| Charles Pélissier \| France \| Génial Lucifer-Hutchinson \| \| \| 7e \| Jean Aerts \| Belgique \| Alcyon-Dunlop \| \| \| 8e \| Georges Lachat \| France \| \| \| \| 9e \| Théodore Ladron \| France \| \| \| \| 10e \| Léo Amberg \| Suisse \| \| \| |                    |          |                           |       |
| |                    |          |                           |       |
| |                    |          |                           |       |
| Classement de l'étape |                    |          |                           |       |
| Coureur | Coureur            | Pays     | Équipe                    | Temps |
| 1er | Romain Maes        | Belgique | Alcyon-Dunlop             |       |
| 2e | Félicien Vervaecke | Belgique | Alcyon-Dunlop             |       |
| 3e | Ambrogio Morelli   | Italie   |                           |       |
| 4e | Paul Chocque       | France   |                           |       |
| 5e | René Le Grevès     | France   |                           |       |
| 6e | Charles Pélissier  | France   | Génial Lucifer-Hutchinson |       |
| 7e | Jean Aerts         | Belgique | Alcyon-Dunlop             |       |
| 8e | Georges Lachat     | France   |                           |       |
| 9e | Théodore Ladron    | France   |                           |       |
| 10e | Léo Amberg         | Suisse   |                           |       |

### Classement général à l'issue de l'étape
| \| Classement général \| Classement général \| Classement général \| Classement général \| Classement général \| \| Coureur \| Coureur \| Pays \| Équipe \| Temps \| \| ------------------ \| ------------------ \| ------------------ \| ------------------ \| ------------------ \| \| 1er \| Romain Maes \| Belgique \| Alcyon-Dunlop \| \| \| 2e \| Ambrogio Morelli \| Italie \| \| \| \| 3e \| Félicien Vervaecke \| Belgique \| Alcyon-Dunlop \| \| \| 4e \| Sylvère Maes \| Belgique \| \| \| \| 5e \| Jules Lowie \| Belgique \| \| \| \| 6e \| Georges Speicher \| France \| \| \| \| 7e \| Maurice Archambaud \| France \| \| \| \| 8e \| René Vietto \| France \| Helyett-Hutchinson \| \| \| 9e \| Gabriel Ruozzi \| France \| \| \| \| 10e \| Oskar Thierbach \| Allemagne \| \| \| |                    |           |                    |       |
| |                    |           |                    |       |
| |                    |           |                    |       |
| Classement général |                    |           |                    |       |
| Coureur | Coureur            | Pays      | Équipe             | Temps |
| 1er | Romain Maes        | Belgique  | Alcyon-Dunlop      |       |
| 2e | Ambrogio Morelli   | Italie    |                    |       |
| 3e | Félicien Vervaecke | Belgique  | Alcyon-Dunlop      |       |
| 4e | Sylvère Maes       | Belgique  |                    |       |
| 5e | Jules Lowie        | Belgique  |                    |       |
| 6e | Georges Speicher   | France    |                    |       |
| 7e | Maurice Archambaud | France    |                    |       |
| 8e | René Vietto        | France    | Helyett-Hutchinson |       |
| 9e | Gabriel Ruozzi     | France    |                    |       |
| 10e | Oskar Thierbach    | Allemagne |                    |       |